# Marco Nummio Ceionio Albino
Marco Nummio Ceionio Albino (latino: Nummius Ceionius Albinus; fl. 256-263) è stato un politico romano di età imperiale.
Potrebbe essere stato figlio di Marco Nummio Senecio Albino, console nel 227, fratello di Marco Nummio Tusco, console nel 258, e padre di Marco Nummio Ceionio Annio Albino.
Fu console suffetto, praefectus urbi di Roma nel 256 e poi tra il 261 e il 263 e infine console prior nel 263.